# Максимчук Святослав Васильович
Святослав Васильович Максимчук (нар. 9 березня 1936, с. Ремель Рівненського району Рівненської області) — український актор театру та кіно, педагог. Актор Львівського драматичного театру імені Марії Заньковецької (з 1964 року). Народний артист України (2000).

## Життєпис
Народився 9 березня 1936 року в селі Ремель (нині Рівненський район Рівненської області).
У 1959 році закінчив акторське відділення Харківського театрального інституту (курс Д. Антоновича). Працював у театрах Харківської області (1959—1960 рр.), у Харківському українському драматичному театрі імені Т. Шевченка і водночас на кафедрі сценічної мови Харківського театрального інституту (1960—1964 рр.); з 1964 року — у Національному українському драматичному театрі імені М. Заньковецької (Львів), із 2000 за сумісництвом викладає на кафедрі театрознавства й акторської майстерності Львівського національного університету імені Івана Франка.
Акторсько-декламаторську діяльність розпочав у 1966 році — з участі в конкурсі до 110-річчя І. Франка (за читання поеми «Похорон [Архівовано 2 лютого 2022 у Wayback Machine.]» став одним із переможців).
З 1989 року — ініціатор та ведучий «Заньківчанських вечорів» у Львові — своєрідних творчих звітів визначних особистостей.
З липня 2023 року — член НСПУ.

## Творчість

### Ролі в театрі
Зіграв понад 100 ролей, зокрема:
- 1971 — «Моє слово» Василя Стефаника; реж. Сергій Данченко[3]
- «Шельменко-денщик» за п'єсою Григорія Квітка-Основ'яненко — Скворцов
- «Маруся Богуславка» за романом Михайла Старицького — Сохрон Мальований
- «Доки сонце зійде, роса очі виїсть» Марка Кропивницького — Горнов
- «Гріх і покаяння» Івана Карпенка-Карого — Никодим
- «Суєта» Івана Карпенка-Карого — Демид, Михайло
- «Сестри Річинські» Б. Антківа за романом Ірини Вільде — Доктор Безбородько
- «Сторінка щоденника» Олександра Корнійчука — Леонід Край
- «Сині роси» Миколи Зарудний — Клим Островий

### Аудіоальбоми

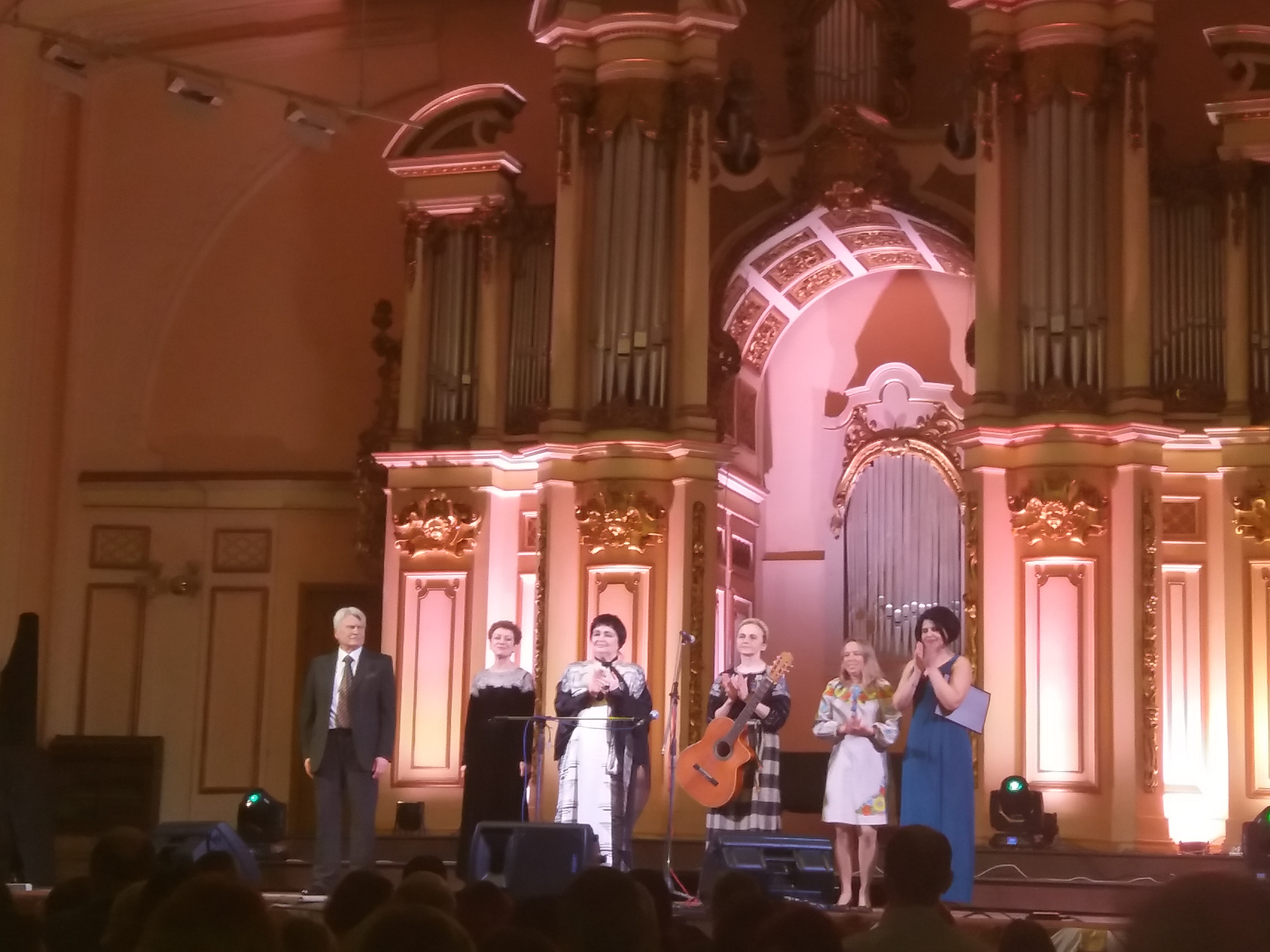
Творчий вечір до Дня народження Ліни Костенко у Львівській обласній філармонії
(12 березня 2018)

Особливу популярність здобув як майстер художнього читання: унікальна пам'ять, тонке відчуття стилю письменника, глибоке пройняття психологією твору. У доробку — понад 40 аудіоальбомів, половина з них — у серії «Українська класика від Святослава Максимчука».
- «Фонохрестоматія з української літератури для 8–9 класів середніх шкіл» (1979—1980 рр.)
- «Моя Шевченкіана» (1999, Монреалі (Канада))
- «Мій Шевченко» (110 творів) — (2014, Львів)
- «Франкові поеми „Похорон“, „Мойсей“, „Іван Вишенський“, „Лис Микита“, поезії зі збірок „Зів'яле листя“, „Semper tiro“ та ін.»
- «Франкіяна Святослава Максимчука»
- «Енеїда» (перші три частини) І. Котляревського

У репертуарі художніх читань Максимчука також твори Г. Сковороди, М. Шашкевича, С. Руданського, В. Самійленка, В. Стефаника, Леся Мартовича, О. Маковея, В. Короліва-Старого, Є. Маланюка, Василя Барки, О. Гончара, Д. Павличка, Л. Костенко, І. Світличного, В. Симоненка, І. Драча, В. Лучука, В. Шевчука, Р. Третякова, Р. Лубківського, Ігоря Павлюка.

### Фільмографія
- «Похорон», «Мойсей» (І. Франко)
- «На полі крові» (Леся Українка)
- «Галілей» (Є. Плужник)
- 2001 — «На полі крові. Aceldama»

## Нагороди
- 2011 — Всеукраїнська літературно-мистецька премія імені Степана Руданського[5]